# Radical Acceptance
 Radical Acceptance ist das Debüt-Album von Joy Guidry. Die wohl um 2021 entstandenen Aufnahmen erschienen im Februar 2022 auf Whited Sepulchre Records.

## Hintergrund
Der amerikanische Autor James Baldwin habe einmal gesagt, die englische Sprache sei „der Feind der Schwarzen“. Tatsächlich müsse „die Zwangsjacke systemischer Beschränkungen erkannt werden“, um überwunden zu werden, schrieb der Musiker und Archivar Marshall Trammell in den Liner Notes. Er betrachtet Guidrys Umgangssprache als eine kulturelle Methodik, die für die Auseinandersetzung mit der Rolle von Künstlern relevant sei, die heute einen Einfluss auf die Gesellschaft haben. Ihre temperierten und hybriden Töne offenbaren „Offenbarungen von Schönheit, Offenbarungen von Möglichkeiten, Bestätigung, Selbstbewusstsein, kreative Problemlösung, Balance von Offenheit mit Struktur und andere Tugenden der Improvisation“, wie es Trammel zufolge David Dove in „Music Is the Pedagogy“ feststelle.
„Radical Acceptance ist eine persönliche Praxis, die sich im letzten Jahr in meinem Leben weiterentwickelt hat“, schrieb Joy Guidry in den Liner Notes. „Das bedeutet nicht, dass es nicht immer noch schwierige Zeiten gibt, aber Zeiten der Wärme und des Komforts sind heutzutage viel präsenter. Ich werde meine Vergangenheit und die Dinge, die mich verletzt haben, nie ändern können, aber ich kann ein friedliches und schönes Leben führen, das ich selbst geschaffen habe. Das Wichtigste, was ich mir selbst beibringen musste, ist, dass weder mit meinem Körper noch mit meinem Gehirn etwas in Ordnung ist. Mein Körper ist fett, und ich kämpfe täglich mit meiner geistigen Gesundheit, und keines dieser Dinge macht mich weniger zu einem Menschen. Ich weiß, dass mein schwarzer, dicker, queerer und nicht-binärer Körper in jeder Hinsicht gültig ist. Zu lernen, mich selbst bedingungslos zu lieben, wird eine lebenslange Reise sein, aber ich bin einfach so glücklich, dort zu sein, wo ich heute bin. Das ist meine radikale Akzeptanz.“

## Titelliste
- Joy Guidry: Radical Acceptance (Whited Sepulchre Records)[1]

1. Just Because I Have a Dick Doesn't Mean I'm a Man 2:04
2. Face to Face 6:36
3. Inner Child 9:17
4. Down in the Valley 1:14
5. 72 Hours 4:21
6. Why is Toxicity So Yummy? 6:41
7. How to Breathe While Dying 7:56
8. Voices of the Ancestors 4:15
9. Grace 2:13

Die Kompositionen stammen von Joy Guidry.

## Rezeption
Allison Hussey stellte Radical Acceptance auf Pitchfork Media vor: Auf dem Album kombiniere die interdisziplinäre Künstlerin „gesprochene Worte mit bebenden elektronischen Klanglandschaften, frei geformten Holzbläsersätzen und reichen rhythmischen Spiralen. Es ist ein intensives, verletzliches Werk, das gleichermaßen aufmerksame Aufmerksamkeit und Engagement verlangt.“
Wie sehr sich die Zeiten seit Jeanne Lees Aufnahme „Conspiracy“ von 1974 verfinstert haben, höre man auf dem Album der New Yorker Komponistin, Dichterin und Fagott-Spielerin Joy Guidry, meinte Andrian Kreye (Süddeutschen Zeitung). Aus ihrem Album Radical Acceptance (Whited Sepulchre Records) habe sie (Kreye schreibt durchweg „er“) ein „Pamphlet der Identitätspolitik“ gemacht. Die Klarheit, mit der „er“ in „Just because I have a dick doesn't mean I'm a man“ die Identitätsfrage auseinandernehme, die sich bei ihm – wie er selbst sage – „als fettem, schwarzen, transsexuellen Schwulen“ gleich auf vier Ebenen stelle, sei beeindruckend. Ähnlich mehrdimensional mäandere das Album in Folge zwischen Drone-Wänden aus Elektronik und Perkussion, Ausbrüchen auf dem Fagott, die durchaus an Pharoah Sanders erinnerten, und „found object“-Sounds, so der Autor. Ob das noch Free Jazz, schon zeitgenössische Musik oder sogar Klangperformance ist, bleibe dann auch egal. „Radical Acceptance“ sei eines der stärksten Statements, die die freie Musik in letzter Zeit gemacht habe.
Radical Acceptance klinge wie ein taktischer Medien-„Quiltcode“ der Underground Railroad. Man stelle sich neben den konkreten Beispielen des „North Star“ das „Log Cabin, the Drunkard’s Path“ vor, und jetzt habe man „Radical Acceptance“, schrieb Marshall Trammell. Das Album sei ein gemeinschaftliches informatives und befreiendes Werkzeug für eine Reiseausrüstung zur Emanzipation und Selbstbestimmung aus einem Kulturarchiv eines disziplinierten Geistessturms. Der Autor in der Ansicht, dass das Album ein Kanal ist, der den Hörer in eine resonante reale oder imaginäre Geographie entführt.